# Српски хусарски пук
Српски хусарски пук била је коњичка јединица која је постојала у руској војсци у периоду од 1723. до 1783. године.

## Историја
Најамнички влашки, српски и пољски хусарски пукови који су постојали у руској војсци током Северног рата и Прутског похода распуштени су 1721. године након закључења Ништатског мира. Међутим, у октобру 1723. године, цар Петар Велики наредио је српском мајору Јовану Албанезу да формира српски хусарски пук од 316 људи.
До 1733. године пук је имао 197 људи, у вези са тим је командант пука Иван Стојанов предузео активне мере за регрутовање Срба, посебно у земљама Аустријског царства, током прогона православних.
Године 1736, у вези са почетком руско-турског рата, особље пука је повећано на 1160 људи у 10 чета. До 1740. пук се састојао од 1045 људи. Српски хусарски пук учествовао је у јуришу на Очаков, биткама на Пруту и Хотину.
Дана 14. октобра 1741. године, указом Ане Леополдовне, састав четири постојећа хусарска пука (српски, мађарски, молдавски и грузијски) постаје један пук: 963 човека у 10 чета. Године 1783. пук је ушао у састав Олвиопољског хусарског пука.
Године 1775. по инструкцијама Војног колегијума, састављен је нови грбовник. Главни посао на састављању грбовника предузео је кнез М. М. Шчербатов. Стога је грб у литератури добио назив „Шчербатовљев грб“. Грбовник је садржао слике 35 грбова за знамења руских пукова, укључујући и „српски“.
Командири су били: од 1733. године —  Иван Стојанов, од 1770 године — Иван Григорович Дренвиц, од 1753. године до 1764. године — Јован Шевић.